# رزنیگر
رزنیگر (به انگلیسی: Rhosneigr) یک روستا در بریتانیا است که در انگلسی واقع شده‌است. رزنیگر ۱٬۰۰۸ نفر جمعیت دارد.